# Elaphoglossum balansae
Elaphoglossum balansae är en träjonväxtart som beskrevs av Carl Frederik Albert Christensen. Elaphoglossum balansae ingår i släktet Elaphoglossum och familjen Dryopteridaceae. Inga underarter finns listade.